# 提頓縣 (懷俄明州)
提頓縣是美國懷俄明州西北部的一個縣，西北鄰蒙大拿州，西、西南鄰愛達荷州，面積10,934平方公里。根據2010年人口普查，本縣共有人口21,294。本縣縣治為傑克遜。整個大提頓國家公園皆位於本縣內。
提頓縣擁有全美國最高的人均收入，$132,728，比曼哈頓的$120,790還要高。
提頓縣於1921年2月15日自林肯縣成立。縣名來自大提頓山脈。

## 地理

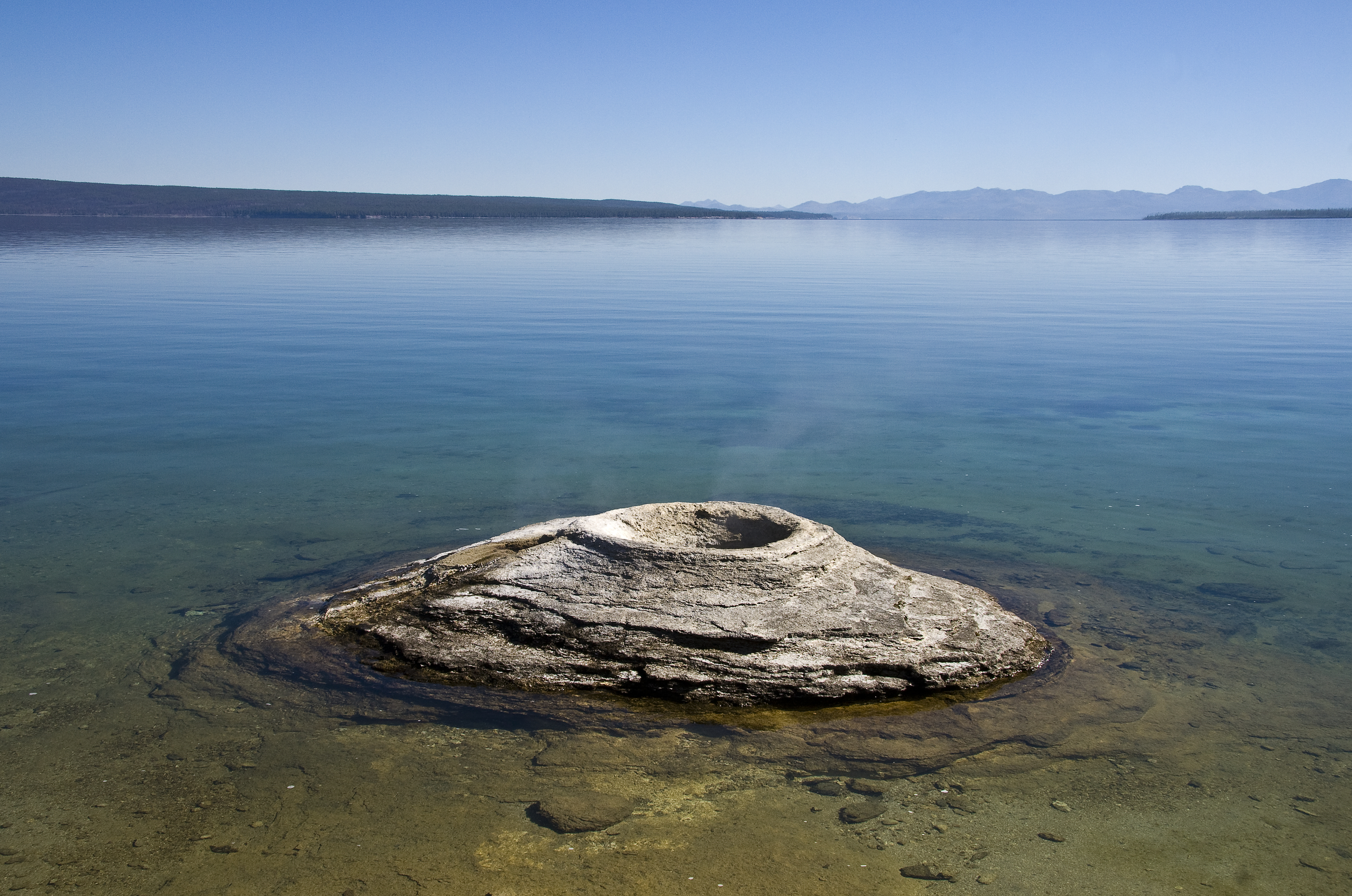
黃石湖

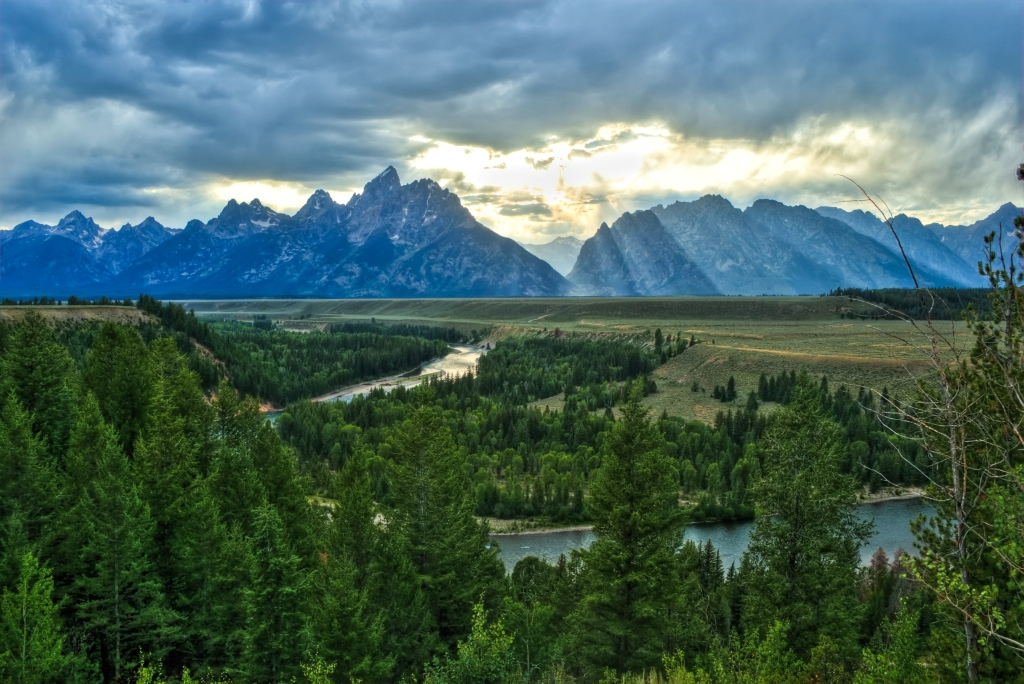
斯內克河

根據2000年人口普查，提頓縣的總面積為4,222平方英里（10,930平方），其中有4,008平方英里（10,380平方），即94.93%為陸地；214平方英里（550平方），即5.07%為水域。本縣既是懷俄明州面積第十大的縣份，亦是美國面積第97大的縣份。

### 毗鄰縣
- 懷俄明州 帕克縣：北方
- 懷俄明州 弗里蒙特縣：東方
- 懷俄明州 薩布萊特縣：東南方
- 懷俄明州 林肯縣：南方
- 邦納維爾縣：西南方
- 提頓縣：西南方
- 弗里蒙特縣：西方
- 加拉廷縣 ：西北方

### 國家保護區
- 布里傑-提頓國家森林（部分）
- 卡里布-塔伊國家森林公園（部分）
- 大提頓國家公園
- 約翰·D·洛克菲勒紀念大路
- 國家麋鹿保護區
- 肖松尼國家森林（部分）
- 黃石國家公園（部分）

## 人口
| 调查年            | 人口   | 备注 | %±    |
| ----------------- | ------ | ---- | ----- |
| 1930              | 2,003  |      | —     |
| 1940              | 2,543  |      | 27.0% |
| 1950              | 2,593  |      | 2.0%  |
| 1960              | 3,062  |      | 18.1% |
| 1970              | 4,823  |      | 57.5% |
| 1980              | 9,355  |      | 94.0% |
| 1990              | 11,172 |      | 19.4% |
| 2000              | 18,251 |      | 63.4% |
| 2010              | 21,294 |      | 16.7% |
| [ 7 ] [ 8 ] [ 9 ] |        |      |       |

根據2000年人口普查，提頓縣擁有18,251居民、7,688住戶和4,174家庭。其人口密度為每平方英里5居民（每平方公里2居民）。本縣擁有10,267間房屋单位，其密度為每平方英里3間（每平方公里1間）。而人口是由93.59%白人、0.15%黑人、0.53%土著、0.54%亞洲人、0.03%太平洋岛民、3.93%其他種族和1.22%混血构成。而西班牙裔或拉丁美洲人佔了人口6.49%。在93.59%白人中，有19.2%是德國人、14.2%是英國人、以及11.7%是愛爾蘭人。
在7,688住户中，有25.6%擁有一個或以上的兒童（18歲以下）、45.3%為夫妻、5.7%為單親家庭、45.7%為非家庭、27.3%為獨居、3.7%住戶有同居長者。平均每戶有2.36人，而平均每個家庭則有2.89人。在18,251居民中，有19.9%為18歲以下、9.8%為18至24歲、38.3%為25至44歲、25%為45至64歲以及6.9%為65歲以上。人口的年齡中位數為35歲，女子對男子的性別比為100：114.3。成年人的性別比則為100：115.5。
本縣的住戶收入中位數為$54,614，而家庭收入中位數則為$63,916。男性的收入中位數為$34,570，而女性的收入中位數則為$29,132 ，人均收入為$38,260。約2.8%家庭和6%人口在貧窮線以下，包括5.7%兒童（18歲以下）及4.4%長者（65歲以上）。